# Анточень
Анточень, Анточені (рум. Antoceni) — село у повіті Сучава в Румунії. Входить до складу комуни Форешть.
Село розташоване на відстані 323 км на північ від Бухареста, 39 км на південний схід від Сучави, 86 км на захід від Ясс.

## Населення
За даними перепису населення 2002 року у селі проживали 346 осіб, усі — румуни. Усі жителі села рідною мовою назвали румунську.